# Niederfinow

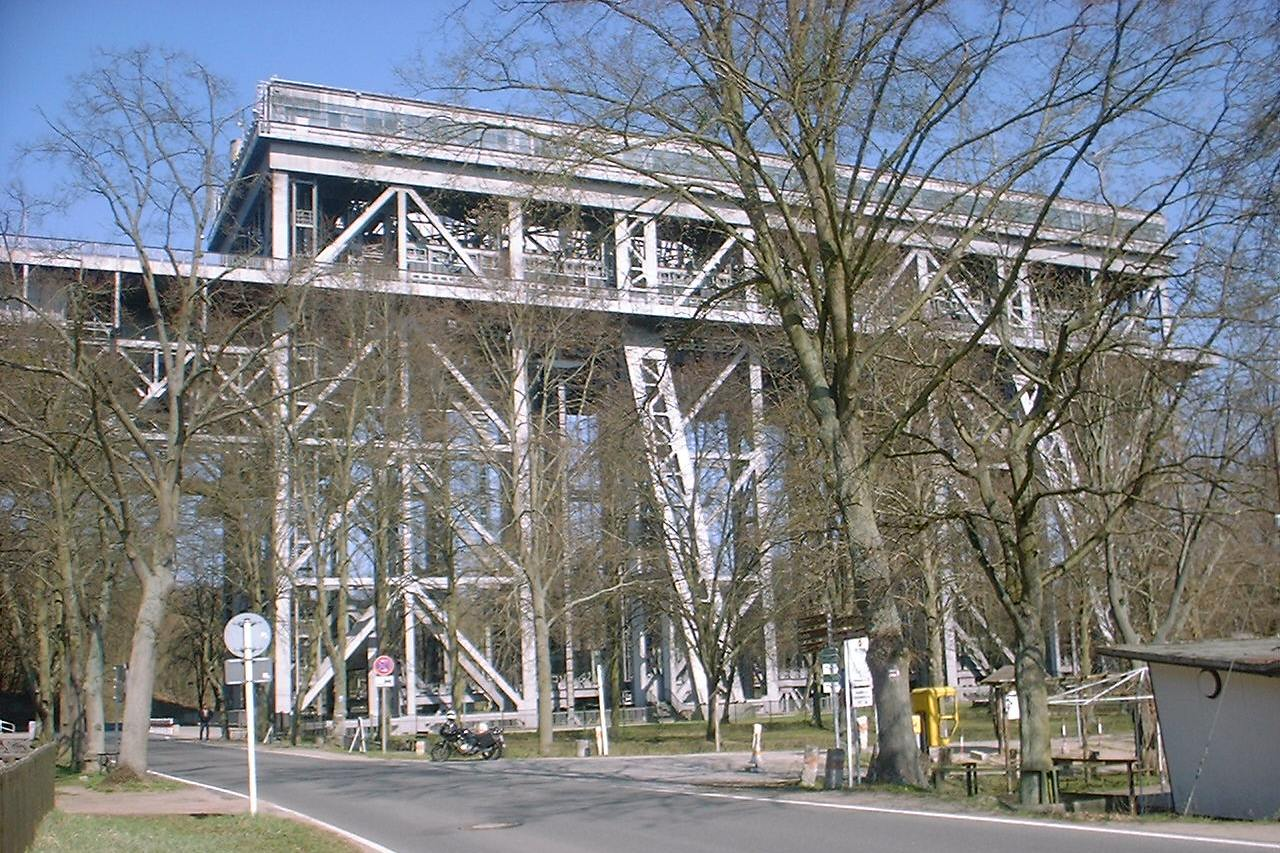
Podnośnia statków Niederfinow

Niederfinow (pol. hist. Winawa Dolna) – gmina w Niemczech, w kraju związkowym Brandenburgia, w powiecie Barnim, wchodzi w skład Związku Gmin Britz-Chorin-Oderberg.
W latach 1308–1745 Niederfinow był miastem.
W gminie znajduje się najstarsza podnośnia statków w Niemczech.